# Teenage Fairytale Dropouts
Teenage Fairytale Dropouts o Awesome Magical Tales (Generación Fairytale en Hispanoamérica y No Más Cuentos de Hadas en España) es una serie de televisión animada mexicana-australiana-irlandesa creada por Adolfo Martínez Vara y José C. García de Letona. Inspirada en los personajes de la película animada mexicana de 2003, Magos y Gigantes, la serie fue creada y producida por Ánima Estudios y coproducida por SLR Productions, Home Plate Entertainment, Telegael Teoranta y Agogo Media. Fue emitida por primera vez el 31 de diciembre de 2012 en Seven Network de Australia y en México fue transmitida el 8 de julio de 2014 en Cartoon Network hasta que en abril de 2016 la serie fue trasladada al canal boomerang en la feed de México.

## Episodios
| Temporada | Temporada | Episodios | Temporada en Latinoamérica | Temporada en Latinoamérica | Temporada en Estados Unidos | Temporada en Estados Unidos |
| Temporada | Temporada | Episodios | Inicio de la Temporada     | Final de Temporada         | Inicio de la Temporada      | Final de Temporada          |
| --------- | --------- | --------- | -------------------------- | -------------------------- | --------------------------- | --------------------------- |
|           | 1         | 26        | 2012                       | 2014                       | 2014                        | 2014                        |
|           | 2         | 26        | 2015                       |                            | 2015                        |                             |